# Cleish Public School

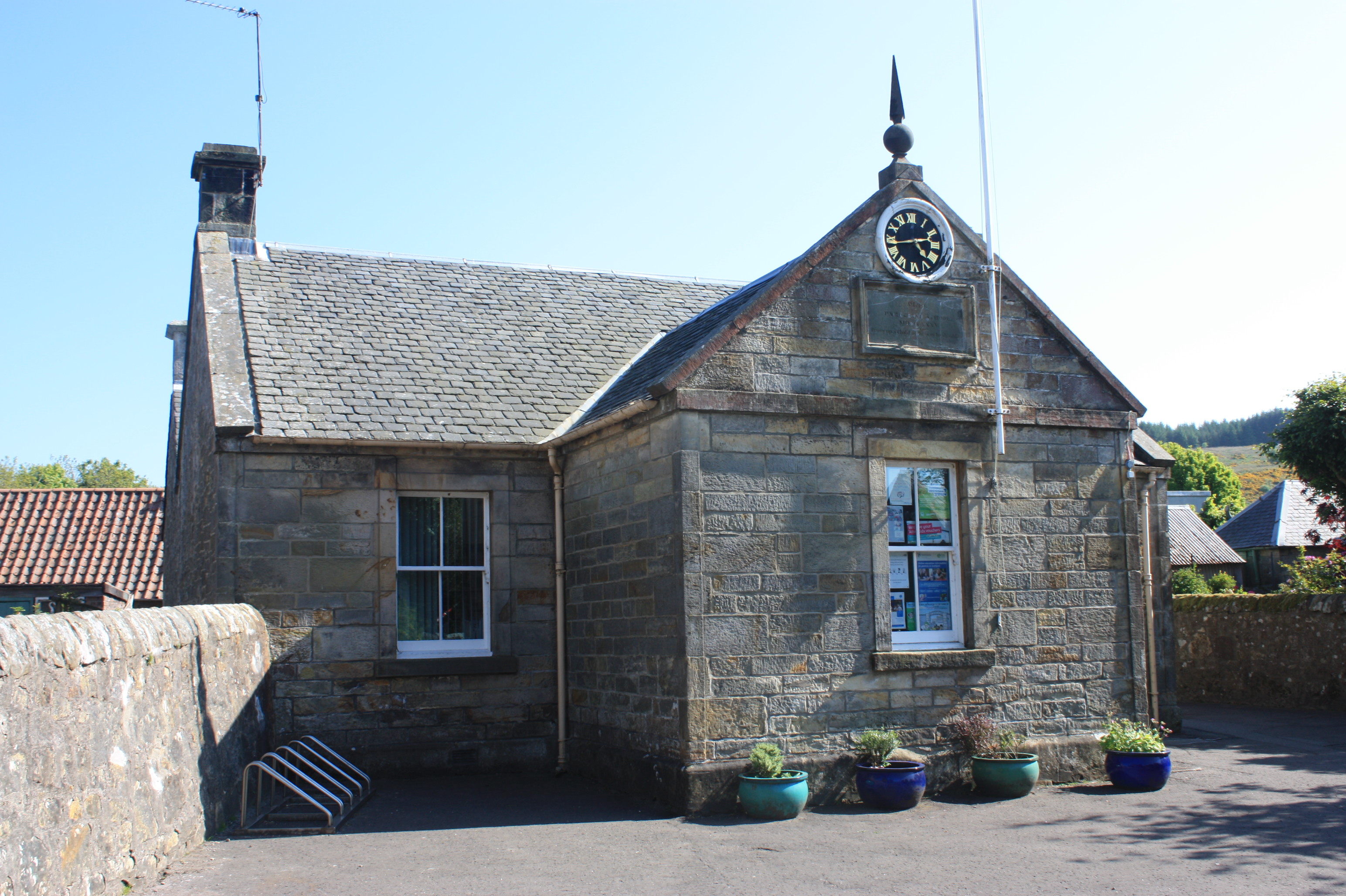
Das Schulgebäude von 1835

Die Cleish Public School ist eine öffentliche Schule in Cleish, einer Ortschaft zwischen Edinburgh und Perth in Perth and Kinross im Norden Schottlands. Sie fungiert als Grundschule für Kinder von der ersten bis zur siebten Klasse. Die Gegend ist ländlich geprägt, das Einzugsgebiet der Schule umfasst neben Cleish noch die Ortschaften Blairadam, Keltybridge und Maryburgh.
Das aus dem Jahre 1835 stammende, einstöckige Gebäude weist auf der Vorderseite eine, im Giebel eingelassene Uhr auf. Das Dach ist mit Schiefer gedeckt. 1981 wurde das Haus als Listed Building der Kategorie C ausgewiesen und steht somit unter Denkmalschutz.